# Brazylijska Superliga siatkarzy
Brazylijska Superliga siatkarzy – najwyższa klasa siatkarskich rozgrywek ligowych mężczyzn w Brazylii. Wielokrotnie zmieniała swoją nazwę. Obecna obowiązuje od sezonu 1994/1995.